# Elezione papale del 1145
L'elezione papale del 1145 venne convocata il giorno stesso della morte di papa Lucio II, presso la chiesa di San Cesareo in Palatio. Date le tragiche circostanze della morte del pontefice, colpito mentre attaccava con le milizie papali le forze del Senato Romano asserragliato in Campidoglio, l'elezione si svolse in tempi rapidissimi. 
Si concluse con l'elevazione alla Cattedra di Pietro di papa Eugenio III, al secolo Pietro Bernardo dei Paganelli di Montemagno, abate del monastero cistercense delle Tre Fontane a Roma, che non era membro del Sacro Collegio.

## Cardinali elettori
Nel febbraio 1145, c'erano probabilmente 43 cardinali, di cui probabilmente 7 erano in missione all'estero, e uno non era residente presso la Curia romana, quindi votarono un massimo di 35 cardinali.
La complessa e turbolenta congiuntura politica di Roma dei decenni centrali del XII secolo produsse le elezioni papali tra le più rapide della storia, Eugenio III raggiunse infatti l'unanimità dei consensi dei cardinali il 15 febbraio, giorno stesso della morte del predecessore Lucio II. Questa modalità era in aperta violazione del canone promulgato agli inizi del VII secolo da papa Bonifacio III, che stabiliva un interludio minimo di tre giorni tra la morte del pontefice e l'elezione del successivo. L'elezione era regolata dalle norme del Decretum di Niccolò II, che prevedeva il ruolo centrale dei cardinali vescovi nella cooptazione dei candidati, con l'ordine dei diaconi e dei presbiteri limitati a un compito meramente di approvazione.
Eugenio III venne consacrato e incoronato nella sicura abbazia di Farfa il 18 febbraio, lontano dai disordini di Roma.

### Presenti in conclave
| Nome                                  | Paese                   | Titolo                                                        | Ruolo | Nascita  | Concistoro |
| ------------------------------------- | ----------------------- | ------------------------------------------------------------- | --- | -------- | ---------- |
| Corrado della Suburra, Can. Reg. Lat. | Stato Pontificio        | Cardinale vescovo di Sabina; Decano del collegio cardinalizio | Vicario di Roma; eletto papa Anastasio IV nel 1153                                                                                         | 1073     | 1113       |
| Theodwin                              | Sacro Romano Impero     | Cardinale vescovo di Porto                                    | Abate emerito di Gorze; Legato pontificio in Germania                                                                                      | 1080 ca. | 12/1134    |
| Pietro Papareschi                     | Stato Pontificio        | Cardinale vescovo di Albano                                   | |          | 1142       |
| Guarino Foscari                       | Comune di Bologna       | Cardinale vescovo di Palestrina                               | | 1084     | 12/1144    |
| Gregorio                              | Stato Pontificio        | Cardinale presbitero di Santa Maria in Trastevere             | |          | 12/1138    |
| Guido Bellagi, Can. Reg.              | Repubblica di Firenze   | Cardinale presbitero di San Crisogono                         | Legato pontificio nel Regno d'Aragona |          | 12/1138    |
| Raniero                               | Stato Pontificio        | Cardinale presbitero di Santa Prisca                          | |          | 12/1138    |
| Tommaso, Can. Reg.                    | Libero comune di Milano | Cardinale presbitero di San Vitale                            | |          | 12/1140    |
| Gilberto                              |                         | Cardinale presbitero di San Marco                             | |          | 12/1141    |
| Guido Summanus                        | Repubblica di Pisa      | Cardinale presbitero di San Lorenzo in Damaso                 | Legato pontificio in Lombardia |          | 12/1140    |
| Niccolò                               |                         | Cardinale presbitero di San Ciriaco alle Terme Diocleziane    | |          | 12/1140    |
| Manfredo                              | Stato Pontificio        | Cardinale presbitero di Santa Sabina                          | |          | 17/12/1143 |
| Ugo Misini, Can. Reg.                 | Comune di Bologna       | Cardinale presbitero di San Lorenzo in Lucina                 | Legato pontificio a Nogara |          | 17/12/1143 |
| Ariberto                              |                         | Cardinale presbitero di Sant'Anastasia                        | Legato pontificio a Piacenza |          | 17/12/1143 |
| Ubaldo Allucingoli, O. Cist.          | Repubblica di Lucca     | Cardinale presbitero di Santa Prassede                        | Legato pontificio in Francia; Canonico del Capitolo della Cattedrale di Lucca; eletto papa con il nome di Lucio III nel conclave del 1181. | 1097     | 23/02/1141 |
| Robert Pullen                         | Regno d'Inghilterra     | Cardinale presbitero dei Santi Silvestro e Martino ai Monti   | Arcidiacono di Rochester; Cancelliere di Santa Romana Chiesa                                                                               | 1080     | 1142       |
| Giulio                                | Stato Pontificio        | Cardinale presbitero di San Marcello                          | | 1100 ca. | 09/02/1144 |
| Ubaldo Caccianemici, Can. Reg.        | Comune di Bologna       | Cardinale presbitero di Santa Croce in Gerusalemme            | Nipote di Lucio II | 1110 ca. | 19/05/1144 |
| Guido Cybo                            | Repubblica di Genova    | Cardinale presbitero di Santa Pudenziana                      | Magister in Legge |          | 12/1144    |
| Villano Gaetani                       | Repubblica di Pisa      | Cardinale presbitero di Santo Stefano al Monte Celio          | | 1105 ca. | 12/1144    |
| Oddone Fattiboni                      | Stato Pontificio        | Cardinale diacono di San Giorgio al Velabro                   | |          | 1130       |
| Guido da Vico                         | Repubblica di Pisa      | Cardinale diacono dei Santi Cosma e Damiano                   | Legato pontificio in Portogallo | 1070 ca. | 1130       |
| Ottaviano dei Crescenzi Ottaviani     | Stato Pontificio        | Cardinale diacono di San Nicola in Carcere                    | Legato pontificio nel Regno di Sicilia | 1095     | 1138       |
| Pietro                                | Stato Pontificio        | Cardinale diacono di Santa Maria in Portico                   | |          | 12/1140    |
| Rodulfus                              | Stato Pontificio        | Cardinale diacono di Santa Lucia in Septisolio                | |          | 17/12/1143 |
| Giovanni Paparoni                     | Stato Pontificio        | Cardinale diacono di Sant'Adriano al Foro                     | |          | 17/12/1143 |
| Gregorio                              | Stato Pontificio        | Cardinale diacono di Sant'Angelo in Pescheria                 | |          | 17/12/1143 |
| Giovanni, Can. Reg.                   | Repubblica di Lucca     | Cardinale diacono di Santa Maria Nuova; nipote di Lucio II    | Canonico Regolare di San Frediano di Lucca                                                                                                 |          | 17/12/1143 |
| Astaldo degli Astalli                 | Stato Pontificio        | Cardinale diacono di Sant'Eustachio                           | | 1100 ca. | 17/12/1143 |
| Berardo                               |                         | Cardinale diacono                                             | |          | 06/1144    |
| Guido                                 |                         | Cardinale diacono                                             | |          | 1130       |
| Giacinto Bobone-Orsini                | Stato Pontificio        | Cardinale diacono di Santa Maria in Cosmedin                  | Priore suddiacono emerito del Sacro Palazzo                                                                                                | 1106     | 01/02/1144 |
| Jordanus, O. Cist.                    | Regno di Francia        | Cardinale diacono                                             | |          | 09/02/1144 |
| Guido di Castro Ficelo                | Stato Pontificio        | Cardinale diacono                                             | Minister altaris della Patriarcale Basilica Lateranense; Legato pontificio in Moravia                                                      |          | 12/1140    |
| Cencio                                |                         | Cardinale diacono                                             | |          | 17/12/1143 |

### Assenti in conclave
| Nome                              | Paese            | Titolo                                             | Ruolo                                                                 | Nascita  | Concistoro |
| --------------------------------- | ---------------- | -------------------------------------------------- | --------------------------------------------------------------------- | -------- | ---------- |
| Imaro di Frascati, O.S.B. Clun.   | Regno di Francia | Cardinale vescovo di Tuscolo                       | Abate generale di Charite-sur-Loire; Legato pontificio in Inghilterra |          | 13/03/1142 |
| Albéric de Beauvais, O.S.B. Clun. | Regno di Francia | Cardinale vescovo di Ostia                         | Legato in Francia                                                     | 1080 ca. | 1138       |
| Hubaldus                          |                  | Cardinale presbitero dei Santi Giovanni e Paolo    | Legato pontificio in Polonia e Danimarca                              |          | 12/1140    |
| Rainaldo di Collemezzo            | Regno di Sicilia | Cardinale presbitero dei Santi Marcellino e Pietro | Abate di Montecassino                                                 | 1110 ca. | 12/1140    |